# Josep Guitart i Duran
Josep Guitart i Duran (Badalona, 1946) és un arqueòleg català especialitzat en l'època romana.
Es va llicenciar l'any 1968 i assolí el grau de doctor el 1974 a la Universitat de Barcelona. Ha estat professor en aquesta universitat entre 1968 i 1979, i des d'ençà aleshores a la Universitat Autònoma de Barcelona, on és catedràtic des de 1991. Va ser director del Museu de Badalona entre 1975 i 1980. Altrament, ha ocupat diversos càrrecs públics a la Generalitat de Catalunya: ha estat cap del Servei de Museus (1980-82), sotsdirector de Museus, Arts Plàstiques i Arqueologia (1982-84), sotsdirector general d'Universitats (1987-90) i director d'aquesta darrera secció (1990-93). Especialitzat en l'època romana, Guitart ha dirigit excavacions arqueològiques a les ciutats romanes de Baetulo, Iesso i Clunia. És membre del Comitè Espanyol per a l'elaboració de la Tabula Imperii Romani, de la Junta de Museus de Catalunya i de l'Institut d'Estudis Catalans. També ha estat director de l'Institut Català d'Arqueologia Clàssica des que va ser fundat l'any 2003. És autor de diverses publicacions, entre elles destaquen Baetulo: Topografía arqueológica, urbanismo e historia (1976), Llibre blanc dels museus de Catalunya: Criteris per a l'organització del patrimoni museístic del país (1984, en col·laboració), La ceràmica de vernís negre dels segles II i I aC: Centres productors mediterranis i comercialització a la península Ibèrica (2000, en col·laboració) i Iesso I (2004, en col·laboració).